# Wayne Lo

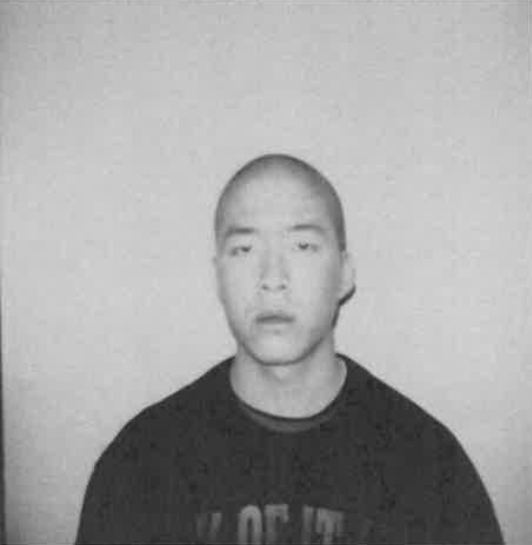
Wayne Lo

Wayne Lo (* 1974 in Taiwan) ist ein US-amerikanischer Amokläufer.
Der in einer traditionellen sino-amerikanischen Familie aufgewachsene musikalisch begabte, äußerst ehrgeizige Junge bekam ein Angehörigen ethnischer Minderheiten vorbehaltenes Stipendium für das Simon’s Rock College in Great Barrington (Massachusetts). Nach Ansicht seiner Mitschüler verwirrte ihn die ungezwungene Atmosphäre auf dieser dezidiert liberalen Eliteschule zunehmend.
Offenbar führten seine schweren inneren Konflikte zu religiösen Wahnvorstellungen; nach dem Studium der Apokalypse sah er sich nach seinen eigenen Worten dazu ausersehen, „das Böse in seinem College zu vernichten.“
Am Morgen des 14. Dezember 1992 traf in der Schule das Munitionspaket ein, das er telefonisch bei einem Waffenproduzenten bestellt hatte. Man wurde durch das Etikett misstrauisch, doch Lo erklärte das Paket zu einem Weihnachtsgeschenk für seinen Vater in Montana. Er besitze zudem keine Waffe.
Am Nachmittag desselben Tages erstand er in Pittsfield ein halbautomatisches Gewehr. Er kehrte zur Schule zurück und absolvierte eine letzte Schulprüfung.
Auf dem Campus des College erschoss er daraufhin wahllos einen Lehrer und einen Mitschüler und verwundete vier weitere Personen.
Im Prozess wurde Lo für schuldfähig erklärt. Er hatte seinen Rechtsanwälten untersagt, auf Unzurechnungsfähigkeit zu plädieren, da er, wie er später angab, damals noch in seinen Wahnvorstellungen befangen war. Psychiatrische Gutachten, die bei ihm Schizophrenie diagnostizierten, kamen nicht zum Tragen.
Er verbüßt eine zweifache lebenslange Freiheitsstrafe ohne die Möglichkeit vorzeitiger Entlassung.

## Dokumentation
- Georg Stefan Troller: Amok!, Dokumentarfilm, 2001
- Gregory Gibson: Gone Boy. A Walkabout. (engl.) New York, 1999, Random House
 Gregory Gibson untersucht akribisch die Umstände, die zur Tötung seines Sohnes Galen Gibson durch Wayne Lo führten. Das Buch war die Basis für den Dokumentarfilm Amok!.